# Pierre du Chastel
Pierre du Chastel ou Duchâtel (falecido em 1552) foi um humanista francês. Foi também bibliotecário de Francisco I da França.
Pierre Duchâtel (Du Chastel, Castellanus ou Pierre Castellan), foi capelão de François I, erudito, bispo de Tulle e Mâcon, Mestre da Livraria do Rei e director do Royal College (hoje Collège de France). Ele nasceu em Arc-en-Barrois por volta de 1480. Ele morreu devido a um acidente vascular cerebral em Orléans, no dia 3 de fevereiro de 1552, enquanto pregava.